# Міхал Котльож
Міхал Котльож (пол. Michał Kotlorz; нар. 12 травня 1987, Польща) — польський хокеїст, захисник. Виступає за ГКС (Тихи) у Польській Екстралізі.
Виступав за СМС (Сосновець), «Напшуд» (Янув), ГКС (Тихи).
У складі національної збірної Польщі провів 21 матч (1 гол); учасник чемпіонатів світу 2010 (дивізіон I) і 2011 (дивізіон I). У складі молодіжної збірної Польщі — учасник чемпіонатів світу 2006 (дивізіон I) і 2007 (дивізіон I). У складі юніорської збірної Польщі — учасник чемпіонату світу 2005 (дивізіон I).
Срібний призер чемпіонату Польщі (2011). Володар Кубка Польщі (2008, 2009, 2010).